# Nagroda Satelita za najlepszy dźwięk
Laureaci Satelity w kategorii najlepszy dźwięk:

## Lata 90
1999: Gary Alper, Skip Lievsay – Jeździec bez głowy

nominacje:
- Elmo Weber, Martin Müller, Jerry Boys – Buena Vista Social Club
- Tao Jing – Cesarz i zabójca
- Tom Bellfort, Ben Burtt Bellfort, Matthew Wood – Gwiezdne wojny: część I – Mroczne widmo
- Paul Conway, Edward Tise – Oczy szeroko zamknięte
- Allan Byer, Michael Kirchberger – Szósty zmysł

## 2000–2009
2000: Frank E. Eulner – Dinozaur

nominacje:
- Keith A. Wester – Gniew oceanu
- Mark P. Stoeckinger – Mission: Impossible II
- Eugene Gearty – Przyczajony tygrys, ukryty smok
- Graham Headicar, James Mather – Uciekające kurczaki

2001: Gethin Creagh, Christopher Boyes, Michael Semanick, Hammond Peek – Władca Pierścieni: Drużyna Pierścienia

nominacje:
- Daniel Hamood – Cal do szczęścia
- Guntis Sics – Moulin Rouge!
- Ricardo Steinberg, Tim Cavagin – Inni
- Howell Gibbens – Park Jurajski III

2002: Larry Blake – Solaris

nominacje:
- Philip Stockton – Gangi Nowego Jorku
- Richard Hymns, Gary Rydstrom – Raport mniejszości
- Hammond Peek, Christopher Boyes, Michael Semanick, Michael Hedges – Władca Pierścieni: Dwie wieże
- Richard King – Znaki

2003: Richard King, Paul Massey, Doug Hemphill, Art Rochester – Pan i władca: Na krańcu świata

nominacje:
- Mark Ulano, Michael Minkler, Myron Nettinga, Wylie Stateman – Kill Bill Vol. 1
- Andy Nelson, Anna Behlmer, Tod A. Maitland – Niepokonany Seabiscuit
- Mark P. Stoeckinger – Ostatni samuraj
- Alan Robert Murray, Bub Asman, Michael Semanick, Christopher Boyes, Gary Summers – Rzeka tajemnic
- David Farmer, Ethan Van der Ryn, Mike Hopkins – Władca Pierścieni: Powrót króla

2004: Lee Orloff, Elliott Koretz, Michael Minkler, Myron Nettinga – Zakładnik

nominacje:
- Tom Fleischman, Petur Hliddal, Philip Stockton, Eugene Gearty – Aviator
- Jing Tao – Dom latających sztyletów
- Joakim Sundström – Kodeks 46
- Kevin O’Connell, Greg P. Russell, Jeffrey J. Haboush, Joseph Geisinger, Paul N.J. Ottosson, Susan Dudeck – Spider-Man 2
- Tony Dawe, Andy Nelson, Anna Behlmer, Martin Evans – Upiór w operze

2005: Tom Myers, Christopher Scarabosio, Andy Nelson, Paul Brincat, Ben Burt, Matthew Wood – Gwiezdne wojny: część III – Zemsta Sithów

nominacje:
- Michael Barry, Martin Czembor, Ludovic Hénault, Robert Hein – Biała hrabina
- Paul Pirola – Kung fu szał
- Rob Cavallo, Sally Boldt – Rent
- John Pritchett, Sergio Reyes, Robert Rodriguez, Paula Fairfield, William Jacobs, Carla Murray – Sin City: Miasto grzechu

2006: Willie D. Burton, Michael Minkler, Bob Beemer, Richard E. Yawn – Dreamgirls

nominacje:
- José Antonio García, Jon Taylor, Christian P. Minkler, Martín Hernández – Babel
- Anthony J. Ciccolini III, Kevin O’Connell, Greg P. Russell – Kod da Vinci
- Alan Robert Murray, Bub Asman, Walt Martin, John T. Reitz, David E. Campbell, Gregg Rudloff – Sztandar chwały
- Steve Maslow, Doug Hemphill, John A. Larsen, Rick Klein – X-Men: Ostatni bastion

2007: Karen M. Baker, Kirk Francis, Per Hallberg, Scott Millan, David Parker – Ultimatum Bourne’a

nominacje:
- Scott Hecker, Eric Norris, Chris Jenkins, Frank A. Montańo, Patrick Rousseau – 300
- Tod A. Maitland, Skip Lievsay, Rick Kline, Jeremy Peirson – Jestem legendą
- Nikolas Javelle, Jean-Paul Hurier – Niczego nie żałuję – Edith Piaf
- Christopher Boyes, Paul Massey, Lee Orloff, George Watters II – Piraci z Karaibów: Na krańcu świata
- Mike Prestwood Smith, Mark Taylor, Glenn Freemantle – Złoty kompas

2008: Richard King, Lora Hirschberg, Gary Rizzo – Mroczny Rycerz

nominacje:
- Eddy Joseph, Mike Prestwood Smith, Mark Taylor, James Boyle, Martin Cantwell – 007 Quantum of Solace
- Wayne Pashley, Andy Nelson, Anna Behlmer – Australia
- William R. Dean, David Husby – Dzień, w którym zatrzymała się Ziemia
- Christopher Boyes – Iron Man
- Ben Burtt, Matthew Wood – WALL·E

2009: Paul N.J. Ottosson, Michael McGee, Rick Kline, Jeffrey J. Haboush, Michael Keller – 2012

nominacje:
- Joel Dougherty, Chuck Fitzpatrick – Będzie głośno
- Margit Pfeiffer, Jim Greenhorn – Dziewięć
- Cameron Frankley, Mark Ulano, Richard Van Dyke, Ron Bartlett – Terminator: Ocalenie
- Ethan Van der Ryn, Erik Aadahl, Geoffrey Patterson, Gary Summers, Greg P. Russell – Transformers: Zemsta upadłych
- Roger Savage, Steve Burgess – Trzy królestwa

## 2010–2019
2010: Mark P. Stoeckinger, Kevin O’Connell, Beau Borders, William B. Kaplan – Niepowstrzymany

nominacje:
- Glenn Freemantle, Steven C. Laneri, Douglas Cameron, Ian Tapp, Richard Pryke – 127 godzin
- Richard King, Ed Novick, Lora Hirschberg, Gary Rizzo – Incepcja
- Frank Eulner, Christopher Boyes, Lora Hirschberg – Iron Man 2
- Martin Trevis, John Midgley, Simon Chase, Paul Cotterel – John Lennon. Chłopak znikąd
- Kami Asgar, Sean McCormack, David Daniel, Kevin O’Connell, Beau Borders – Niezwyciężony Secretariat
- Philip Stockton, Eugene Gearty, Tom Fleischman, Petur Hliddal – Wyspa tajemnic